# Supercopa da Alemanha de 2016
A Supercopa da Alemanha de 2016 foi a 23ª edição da competição.  Foi disputada em partida única entre o campeão (Bayern de Munique) e o vice campeão (Borussia Dortmund) da Bundesliga 2015–16, cuja final ocorreu no dia 14 de Agosto de 2016, no Signal Iduna Park, em Dortmund. O campeão foi o Bayern de Munique, após vitória em 2 a 0 no tempo normal.

## Final
Partida
| 14 de agosto de 2016 | Borussia Dortmund | 0 – 2     | Bayern de Munique      | Signal Iduna Park, Dortmund              |
| 20:30                |                   | Relatório | Vidal 58' · Müller 79' | Público: 81 360 Árbitro: GER Tobias Welz |

| Borussia Dortmund | Bayern de Munique |

| G              | 38 | Roman Bürki               |     |     |
| LD             | 30 | Felix Passlack            | 29' |     |
| Z              | 25 | Sokratis Papastathopoulos |     |     |
| Z              | 5  | Marc Bartra               |     |     |
| LE             | 29 | Marcel Schmelzer          |     |     |
| M              | 27 | Gonzalo Castro            |     |     |
| M              | 18 | Sebastian Rode            | 61' |     |
| A              | 20 | Adrián Ramos              |     | 69' |
| M              | 23 | Shinji Kagawa             |     |     |
| A              | 7  | Ousmane Dembélé           | 39' | 68' |
| A              | 17 | Pierre-Emerick Aubameyang |     | 78' |
| Substituições: |    |                           |     |     |
| G              | 1  | Roman Weidenfeller        |     |     |
| LE             | 13 | Raphaël Guerreiro         |     |     |
| LD             | 26 | Łukasz Piszczek           |     |     |
| M              | 9  | Emre Mor                  |     | 78' |
| M              | 10 | Mario Götze               |     |     |
| M              | 21 | André Schürrle            |     | 68' |
| M              | 33 | Julian Weigl              |     | 69' |
| Treinador:     |    |                           |     |     |
| Thomas Tuchel  |    |                           |     |     |

| G               | 1  | Manuel Neuer       |     |     |
| LD              | 21 | Philipp Lahm       |     |     |
| Z               | 5  | Mats Hummels       |     |     |
| Z               | 8  | Javi Martínez      | 10' |     |
| LE              | 27 | David Alaba        |     |     |
| M               | 23 | Arturo Vidal       |     | 71' |
| M               | 14 | Xabi Alonso        | 29' |     |
| M               | 6  | Thiago Alcântara   |     |     |
| A               | 25 | Thomas Müller      |     | 86' |
| A               | 7  | Franck Ribéry      | 29' | 65' |
| A               | 9  | Robert Lewandowski |     |     |
| Substituições:  |    |                    |     |     |
| G               | 26 | Sven Ulreich       |     |     |
| LD              | 13 | Rafinha            |     |     |
| LE              | 18 | Juan Bernat        |     | 86' |
| M               | 39 | Nicolas Feldhahn   |     |     |
| M               | 29 | Kingsley Coman     |     | 65' |
| M               | 32 | Joshua Kimmich     |     | 74' |
| M               | 37 | Julian Green       |     |     |
| Treinador:      |    |                    |     |     |
| Carlo Ancelotti |    |                    |     |     |

## Campeão
| Campeão da Supercopa da Alemanha de 2016 |
| ---------------------------------------- |
| Bayern de Munique 5º titulo              |